# حوضچه ذوب

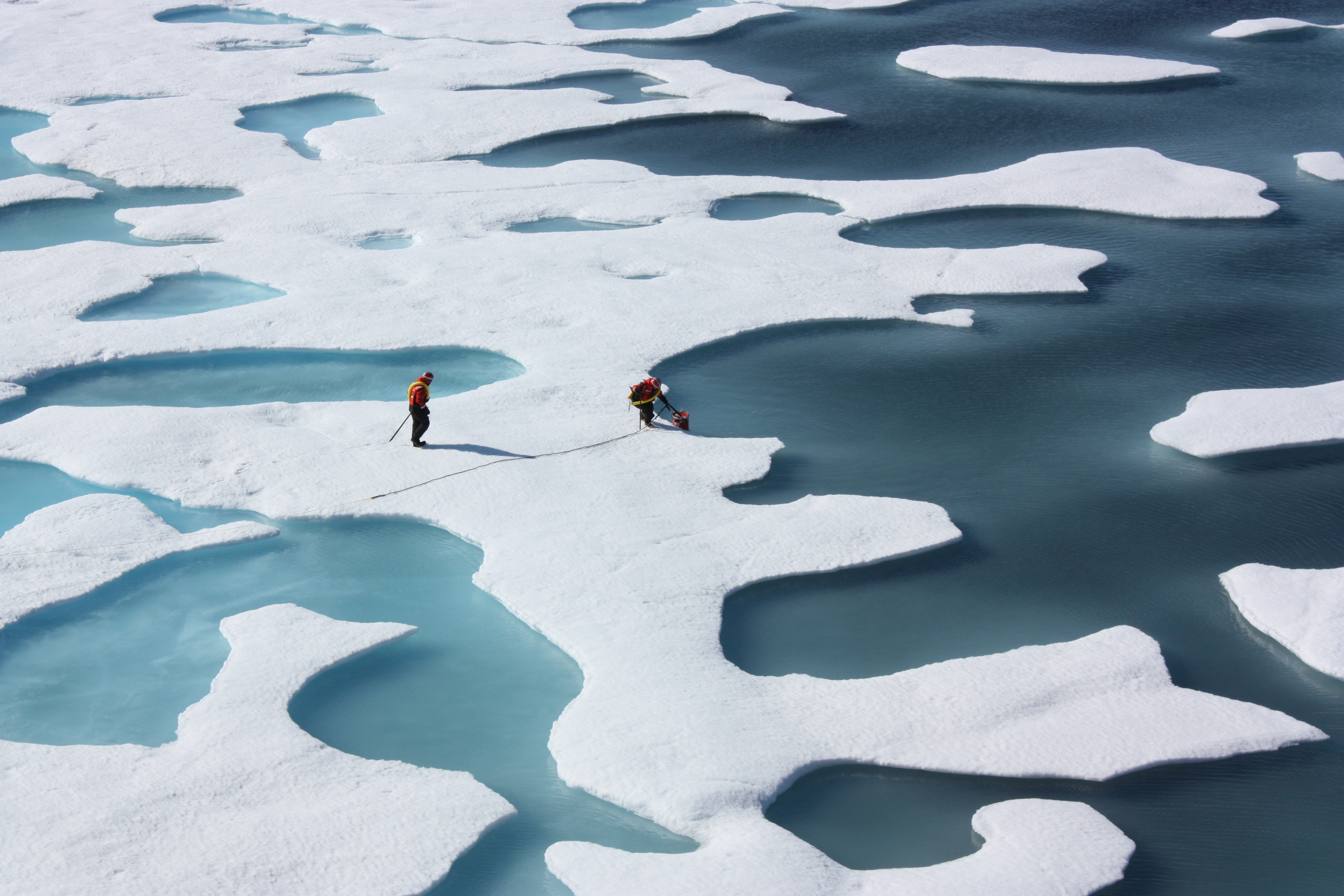
همان‌طور که یخ ذوب می‌شود، آب مایع در فرورفتگی‌های روی سطح جمع می‌شود و آنها را عمیق می‌کند و این حوضچه‌های ذوبی را در قطب شمال تشکیل می‌دهد. این حوضچه‌های آب شیرین از دریای شور زیر و اطراف آن جدا می‌شوند، تا زمانی که شکاف‌های یخ این دو را با هم ادغام کنند.

حوضچه‌های ذوب یا حوضچه‌های ذوبی یا حوضچه‌های ذوب‌شده (به انگلیسی: Melt pond)، حوضچه‌هایی از آب آزاد هستند که در ماه‌های گرم بهار و تابستان روی یخ دریا تشکیل می‌شوند. حوضچه‌ها همچنین در یخچالهای طبیعی و یخ‌تاق‌ها یافت می‌شوند. حوضچه‌های آب ذوب‌شده می‌توانند در زیر یخ نیز ایجاد شوند.
حوضچه‌های ذوبی معمولاً تیره‌تر از یخ‌های پیرامون هستند و پراکندش و اندازه آنها بسیار متغیر است. آنها تابش خورشید را به جای انعکاس آن مانند یخ جذب می‌کنند و در نتیجه تأثیر قابل توجهی بر تعادل تابش‌های زمین دارند. این تفاوت که تا همین اواخر مورد بررسی علمی قرار نگرفته بود، تأثیر زیادی بر سرعت ذوب یخ و گستردگی پوشش یخ دارد.